# Wiesemscheid
Wiesemscheid ist eine Ortsgemeinde im Landkreis Ahrweiler in Rheinland-Pfalz. Sie gehört der Verbandsgemeinde Adenau an.

## Geographie
Wiesemscheid liegt sechs Kilometer südwestlich der Stadt Adenau auf einem Gelände, das für die Hocheifel vergleichsweise wenig Höhenunterschiede zeigt. Nach Norden fällt das Gemeindegebiet ins Tal des Wirftbachs, nach Süden in das des Trierbachs ab, wo es mit etwa 405 m ü. NHN seinen niedrigsten Bodenpunkt erreicht. Zu Wiesemscheid gehört der östlich des Hauptorts liegende Wohnplatz Schullandheim (Kinderheim).

## Geschichte
Vermutlich im 13. Jahrhundert entstanden, gehörte der Ort bis zum Ende des 18. Jahrhunderts zur Vogtei Barweiler im kurkölnischen Amt Nürburg.
Bevölkerungsentwicklung
Die Entwicklung der Einwohnerzahl von Wiesemscheid, die Werte von 1871 bis 1987 beruhen auf Volkszählungen:

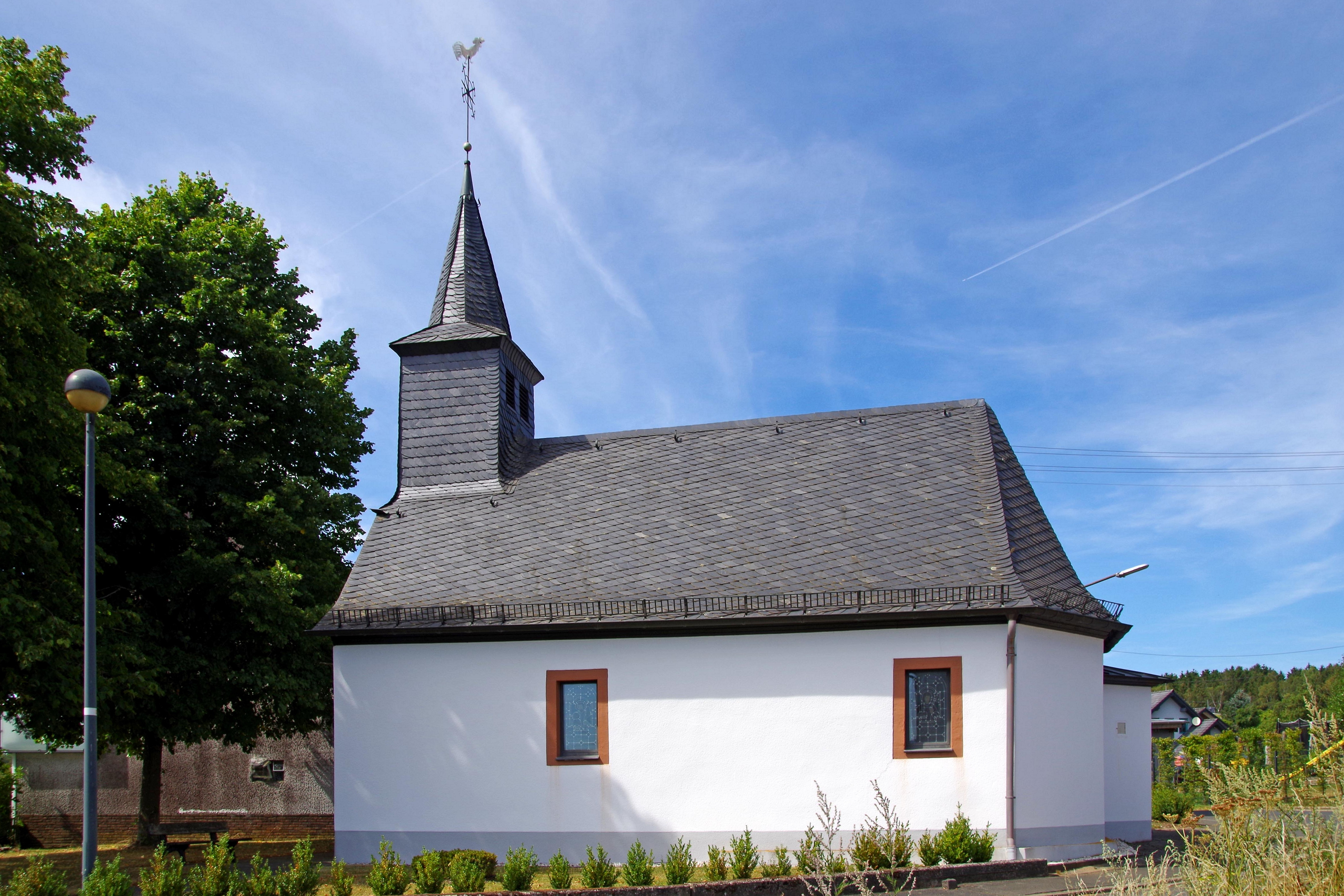
St. Barbarakapelle, Südseite, 17. Jh.

| Jahr | Einwohner |
| ---- | --------- |
| 1815 | 248       |
| 1835 | 221       |
| 1871 | 163       |
| 1905 | 164       |
| 1939 | 192       |
| 1950 | 211       |

| Jahr | Einwohner |
| ---- | --------- |
| 1961 | 186       |
| 1970 | 190       |
| 1987 | 218       |
| 1997 | 286       |
| 2005 | 279       |
| 2023 | 245       |

## Politik

### Bürgermeister
Jan Ueberhofen wurde 2024 Ortsbürgermeister von Wiesemscheid.
Sein Vorgänger war Andreas Baur. Da bei der Direktwahl am 26. Mai 2019 kein Bewerber angetreten war, oblag die anstehende Neuwahl des Bürgermeisters gemäß Gemeindeordnung dem Rat. Dieser bestätigte Baur am 8. Juli 2019 in seinem Amt.

## Sehenswertes
Die Kapelle St. Barbara wurde erstmals 1590 erwähnt.
Siehe auch: Liste der Kulturdenkmäler in Wiesemscheid

## Wirtschaft
Der Ort ist nur etwa vier Kilometer vom Nürburgring entfernt und nutzt mit mehreren Pensionen, Hotels und einem Schullandheim die Zugehörigkeit zum engeren touristischen Einzugsgebiet der dortigen Rennveranstaltungen.

## Verkehr
Wiesemscheid liegt im Süden der Verbandsgemeinde an der Bundesstraße 258 Aachen–Koblenz. Der nächste Bahnhof, Monreal an der Eifelquerbahn Kaisersesch–Andernach, liegt etwa 25 km östlich von Wiesemscheid.